# Platja de Sota s'Arenella
La platja de Sota s'Arenella, o Solà de s'Arenella, és una platja natural del municipi del Port de la Selva (Alt Empordà), situada a la punta de s'Arenella, on hi ha el far de s'Arenella, a l'extrem de la badia del Port de la Selva, dins del Parc Natural del Cap de Creus. Té una longitud de 53 m i una amplada mitjana de 6 m, formada per sorres i graves. Al seu darrera hi passa el camí de ronda, GR-92 i la carretera GI-612.